# Baarnse Bos
Het Baarnse Bos is een bos van ongeveer 80 hectare tegenover Paleis Soestdijk, aan de Amsterdamsestraatweg in Baarn. Het bos bevindt zich op een uitloper van de Utrechtse Heuvelrug in een aaneenschakeling van afzonderlijke buitenplaatsen. Het ligt op de overgang van dichtbeboste hogere gronden op de stuwwal naar de lagere gelegen weidegebieden richting de Eem. Bepalend voor de aanleg van het bos was de aanwezigheid van hofstede De Eult of Oelt. Dit goed behoort tot de weinige goed bewaarde achttiende-eeuwse parkbossen in Nederland, en was het enige in de provincie Utrecht. Het werd in 1999 onder de naam De Eult aangewezen als rijksmonument. en is tevens een gemeentelijk monument van Baarn.
De zuidelijke grens wordt gevormd door de kaarsrechte Koningslaan, die als zichtlaan vanaf Paleis Soestdijk naar het gedenkteken de Naald van Waterloo loopt. De oostelijk liggende Torenlaan is ook zichtas op de kerktoren van Baarn. Aan de noordzijde wordt het Baarnse Bos begrensd door de Luitenant Generaal van Heutszlaan.

## Historie

### De Eult
Al in 1350 wordt De Eult of Oelt genoemd als de Utrechtse bisschop Jan van Arkel ... dat erve dat gheheten is die Oelt ghelegen tussche Soes ende Baerne bi der oude graft […] in erfpacht gaf aan ene Gode Stael en diens erfgenamen.
Met de graft wordt de grift of  Oude Gracht bedoeld, ten zuiden van de huidige Praamgracht. De latere hofstede De Eult werd aan de noordzijde van de Oude Gracht en de later gegraven Praamgracht gebouwd. Dit huis De Eult werd in of na 1640 gebouwd. Beide landgoederen waren in die tijd eigendom van de familie De Graeff, een rijk geslacht met veel politieke invloed. Agneta de Graeff van Polsbroek trouwde met de eveneens zeer bekende Jan Bicker, burgemeester van Amsterdam, reder en koopman. Die bouwde het huis De Eult in 1640, het gebouw zou tot 1774 blijven staan. De eigenaar van landgoed De Eult, de Amsterdamse handelaar Willem Gideon Deutz, liet toen een uitgestrekt park aanleggen, met het sterrenbos en de Wittelaan. De zichtlijn vanuit de Eult was via de huidige Torenlaan gericht op de toren van de Sint Nicolaaskerk in Baarn.

### Aanleg
Het Baarnse Bos is aangelegd tussen 1733 en 1758 als bos bij het landgoed De Eult. De gebieden waren door de in 1763 nieuw aangelegde Grote Postweg van elkaar gescheiden. Naast de Grote Kom was een natuurlijke hoogte, de Starrenberg. Vanaf deze berg werden lanen aangelegd die als zichtlijn waren gericht op omliggende kerktorens. Door de uitgestrekte heidevelden waren de torens van Hilversum, Eemnes-Binnen, Eemnes-Buiten, Oud-Loosdrecht en de Utrechtse Domtoren goed te zien. In het midden van het bos ligt de Grote Kom in een natuurlijke laagte die gevoed werd door kwelwater. De ligging van de Kom was bepalend voor de richting van de lanen in het Sterrenbos. Het parkbos was aangelegd als Franse tuin: planmatig, royaal en overzichtelijk. In 1788 werd architect P.W. Snoecks aangesteld om het wandelpark te vervolmaken. De ganzenvoet kwam tot stand toen hoeve Netelenburg werd afgebroken. Na het overlijden van Deutz werd het landgoed in 1758 gekocht door prinses Anna van Hannover. Na haar dood werd De Eult in 1765 samengevoegd met de bezittingen van het huis Oranje-Nassau. Na 1764 zou De Eult als overtuin van het jachtslot Soestdijk dienen. Het huis was bestemd voor de tienjarige Willem V Batavus, die er later zijn schelpen, stenen en mineralen onderbracht. Tot zijn gedwongen vertrek naar Engeland droeg Willem veel bij aan het verfraaien van het park. Na de afbraak van het herenhuis in 1774 werd de huisplaats bedekt met goede grond. Het voormalige koetshuis diende daarna als tuinmanswoning. De voormalige vijver werd geëffend met sloopafval dat werd aangevuld met grond van de akkers bij boerderij Netelenburg. Het aangelegde gazon met hagen rondom werd sindsdien aangeduid als 'Theater' of 'De Comedie'. In 1804 werd het huidige koetshuis met bijhorende woning aan de Wittelaan gebouwd. Na de Franse Tijd werd het park ontdaan van bijna alle decoratieve elementen, zoals parkmeubilair, beelden en folly's. De hoofdopzet van het bos veranderde daarentegen weinig. In 1881 verdween de nog resterende woning uit het bos. Koningin Emma verbleef tot haar overlijden in 1934 's zomers graag op Soestdijk en maakte wandelingen of rijtoeren door het Baarnse Bos. Het bos werd vanaf 1898 opengesteld, maar een uitgebreid reglement schreef voor hoe bezoekers zich dienden te gedragen. Vanaf 1981 werd Staatsbosbeheer eigenaar van het Baarnse bos.

### Wandelpark
Eind 19e eeuw werd het Baarnse Bos publiek wandelpark. Het Baarnse Bos was echter een stuk kleiner geworden door de aanleg van de spoorlijn Amsterdam - Zutphen (geopend in 1874) en daarna de verkoop van gronden ten behoeve van de aanleg van villaparken. De bijbehorende ontsluitingswegen doorkruisten daarbij de zichtlijnen in het gebied. Staatsbosbeheer heeft ‘de Baarnse Boswandeling’ uitgezet. Indrukwekkend zijn vooral de eeuwenoude oorspronkelijke eiken en beuken die hier en daar nog staan.
Het gedeeltelijk verwaarloosde bos werd vanaf 2010 gerenoveerd om het weer het vorstelijke wandelpark van weleer te laten worden. Er werd begonnen met de Grote Kom. Deze vergrote vijver is opnieuw uitgegraven en kreeg een stenen omranding. Tevens werd de entree aan de Van Heutszlaan naar de Grote Kom onder handen genomen. In 2015 werd begonnen met de renovatie van de  Linde Kom ofwel 'Kleine Kom', die weer teruggebracht wordt naar de oorspronkelijke vorm volgens tekening van J. Perk (circa 1757). Daarbij wordt ook de entree aan de stationszijde en de berceau hersteld. Later volgen dan de herstelwerkzaamheden aan ganzenvoet en de troon.

## Boselementen

### Sterrenbos
Aan de noordoostzijde van het Baarnse bos bevindt zich het Sterrenbos. Het lanenstelsel in het bos was niet alleen afhankelijk van het natuurlijke landschap, maar lanen werden ook vaak gericht op kerktorens in de omgeving. Aan de meeste lanen staan monumentale bomen. De Wittelaan, genoemd naar de raadpensionarissen De Witt, vormt de hoofdas van het Baarnse Bos en tevens van het sterrenbos. Bij de aanleg in 1774 werd de Wittelaan gericht op de Starreberg in het noordelijker gelegen sterrenbos de Son. Dit is de tegenwoordige kruising Wittelaan-Nassaulaan.:28 Door de latere aanleg van de spoorlijn en de villaparken is deze visuele verbinding niet meer zichtbaar. In het open landschap van de achttiende eeuw dienden de kerktorens ook als richtpunt bij het landmeten. Oorspronkelijk stonden aan het eind van iedere diagonale laan van het sterrenbos een ornament. Aan het begin van de Poortlaan stond een Poort. Vanaf deze poort was via de Poortlaan, de Grote Kom en de Speelhuislaan het speelhuisje in de oosthoek van het Sterrenbos te zien. De lanen rondom de Kommen dienden daartoe in elkaars verlengde te liggen. Bij latere laanverjongingen werd echter weinig rekening gehouden met maatvoering, boomsoorten en de precieze richting van de lanen.

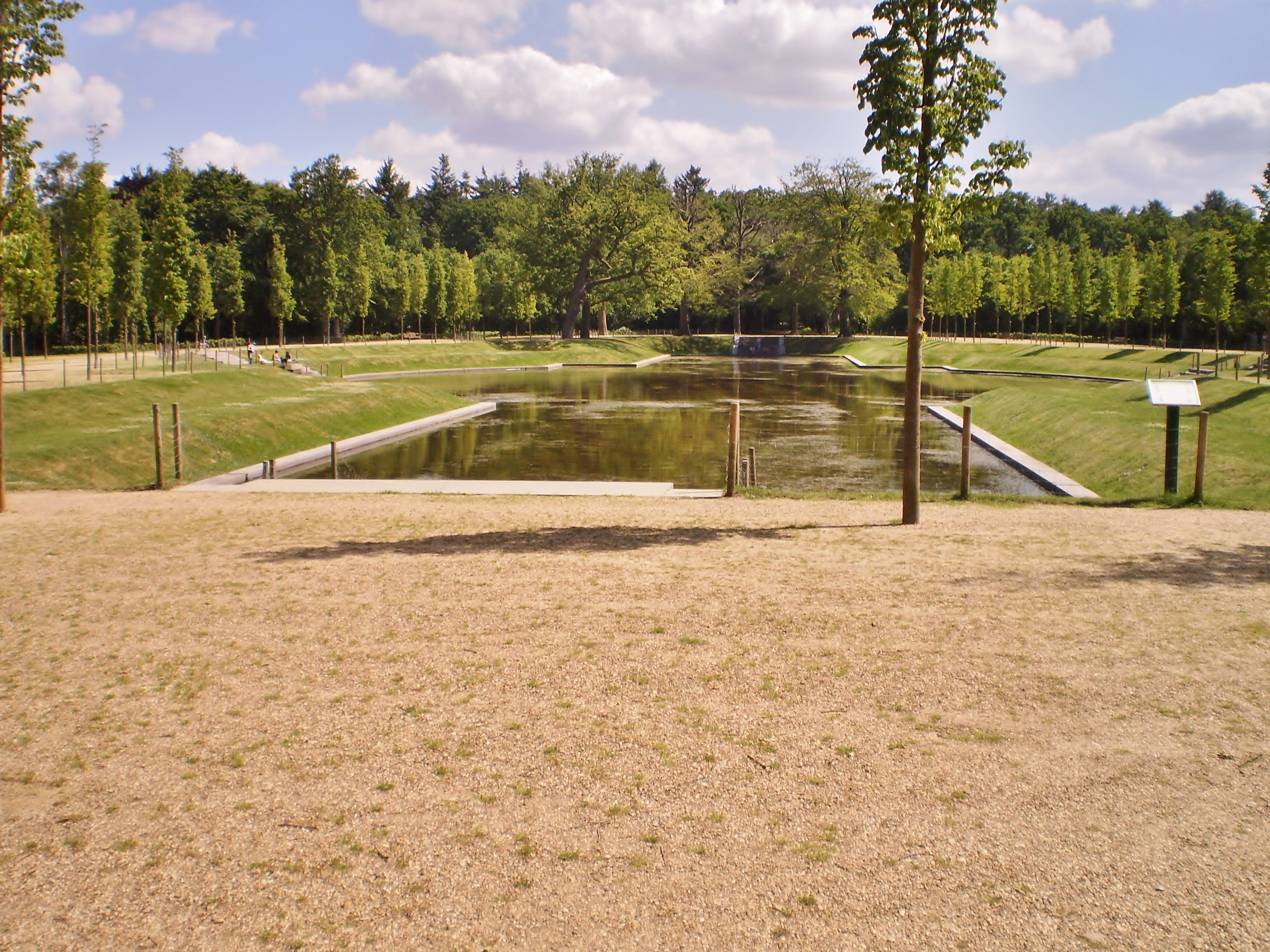
Grote Kom

### Grote Kom
In het midden van het Sterrenbos ligt een lange vijver, de Grote Kom, hersteld in 2013. Alle acht lange zichtlanen van het sterrenbos komen uit bij de Grote Kom, die in een natuurlijke laagte ligt en gevoed wordt door kwelwater.

### Kleine Kom of  Lindenkom
De Kleine Kom ligt ten zuidoosten van de Grote Kom, tussen de Wittelaan en de Torenlaan. De vijver had oorspronkelijk twee trappen in de oevers waarbij het talud van gras trapsgewijs was opgebouwd. Zestien lindebomen vormden een kring om de vijver, de ruimtes ertussen waren beplant met buxusvormen. Bovenlangs liep een breed pad rondom. In een hoge haag waren nissen voor beelden. Bij de opknapbeurt van het Baarnse Bos door Staatsbosbeheer en de provincie Utrecht zal de oorspronkelijke komvorm worden hersteld en wordt het waterpeil verhoogd. Om de berceau rond de Lindenkom meer licht te geven werden hier bomen weggehaald en kwam het bos op tien meter afstand te staan. Na de herstelwerkzaamheden treedt er sinds 2018, na overvloedige regenval, een situatie op waarbij het waterpeil te hoog komt te staan, met als gevolg dat de betonnen rand overstroomt. Er wordt op gestudeerd hoe dit probleem in de toekomst opgelost kan worden.

### Hoge Kom
Ooit was er nog een (derde) vijver, Hoge Kom genaamd. Die is omstreeks het midden van de negentiende eeuw drooggevallen en verdwenen.

### Kurk in de Fles
Aan de zuidzijde van het sterrenbos liggen een aantal greppels die dienden voor de afwatering. De brede waterhoudende greppel aan de westzijde van de Wittelaan werd De Fles genoemd. De Fles wordt halverwege doorsneden door een voetpad over een duiker. Deze dam fungeerde als uitkijkpunt naar beide zijden. De Fles is door de verlaagde waterstanden verland en overgroeid geraakt. De oversteek wordt Kurk in de Fles genoemd. Van bovenaf lijkt de watergang op twee liggende flessen die elkaar met de 'kurk' raken. De oversteek kan ook als verstopping (kurk) in de waterpartij worden gezien.

### Troon
Aan de kant van de Amsterdamsestraatweg, zuidwestelijk van het Sterrenbos, naast de Schrikslaan staat een stuifzandheuvel. Daarop stond oorspronkelijk een marmeren troon met triomfboog. De oorspronkelijke geplaatste 'boog' stond aan het eind van een diagonale laan en bood vanaf de grond een zicht op de hemel. Vanaf de bult waren hoeve Netelenburg en de heidevelden te zien. Op de heuvel stond eind achttiende eeuw een zitelement geverfd als wit marmer met het rugstuk, een diepe nis, en het zitgedeelte als roodmarmer. Na 1900 kwam op de heuvel een bankje geflankeerd door twee grote beuken. Toen deze verdween, kwam achter de heuvel aan de Schrikslaan een nieuw bankje. Achter deze 'troon' lopen kronkellanen door het achterliggende Troonbos. De heuvel is later flink afgekalfd en biedt geen uitzicht meer door de hoog gegroeide bomen in het bos.

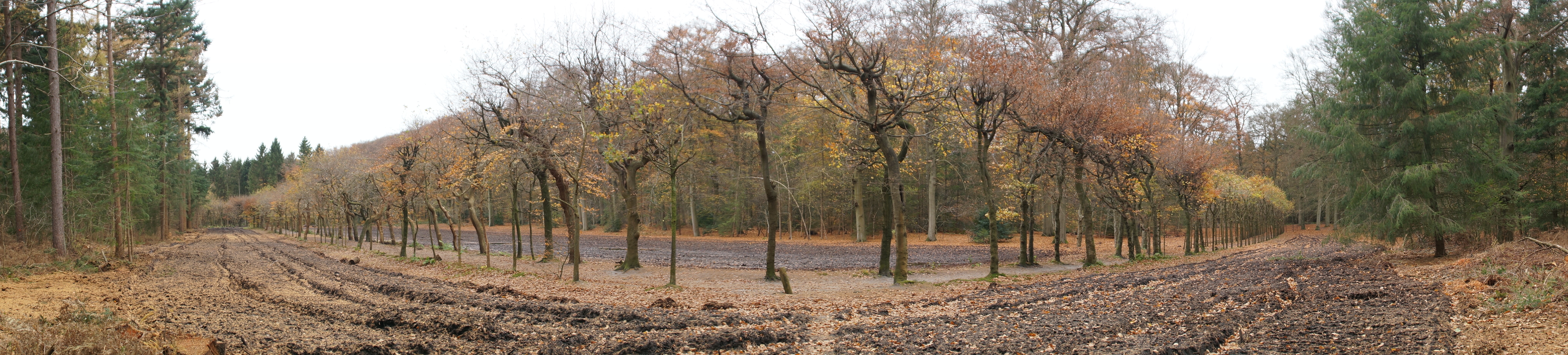
berceau

### Berceau
De berceau is een loofgang van beuken en eiken die zo zijn gesnoeid dat ze een bladerdak boven het wandelpad vormen. De loofgang was bedoeld om wandelaars tijdens het wandelen schaduw te geven. Een zonverbrande huid paste volgens de toenmalige mode bij werkers op het land en niet bij de elite. De berceau begint achter de bijgebouwen van Paleis Soestdijk en eindigde met een rondgang rond de  Linde Kom. Bij de laatste renovatie is de rondgang komen te vervallen. Diepere gedachte achter de route van de berceau is dat de loofgang de levensloop weergeeft; soms recht en dan weer kronkelig om uiteindelijk te eindigen bij de weerspiegeling van de ziel (de dood) in het stilstaande water van de  Linde Kom. Vanaf de aanleg rond 1732 was de loofgang omringd door grasland en laag gewas. Pas later werd er bos tot aan de berceau geplant. Vanaf het beheer door Staatsbosbeheer werd het bos weer teruggedrongen tot circa vijf meter vanaf de beuken- en eikenstammen. In de tweede fase werd de afstand vergroot tot tien meter om de bomen van de berceau meer licht te geven om in leven te blijven en om de loofgang meer te tonen. Een open veldje van 3500 m² is gemaakt tussen het Engertje – een ronde uitstulping op de driesprong van de berceau – en het Zonnig Laantje. In het Engertje staat een betonnen zitje in een boogvorm om de oorspronkelijke ronding van deze driesprong aan te geven. Een tweede bankje met daarin de letters 'zonnig laantje' staat op de kruising van de berceau met het Zonnig Laantje. Vijf cortenstalen bogen van drie meter hoog accentueren de berceau . Uit het staal zijn bladmotieven gesneden. Eén boog over het wandelpad van de berceau staat aan de Eultlaan richting 't Engertje, twee bogen staan waar de berceau de Schrikslaan kruist. Nog eens twee bogen staan waar de berceau de Wittelaan treft. Omdat de berceau nu ondergeschikt is aan de oude beukenlanen worden deze punten versterkt door de cortenstalen bogen met uitgesneden bladmotieven. Ook bij de aanplant van de berceau werden de jonge boompjes ondersteund door metalen of houten constructies om de groeiende bomen te begeleiden om krom te groeien, zodat de huid van wandelaars niet zou bruinen, overeenkomstig het toenmalige schoonheidsideaal.

### Slingerbos en Doolhof
Achter de dienstgebouwen aan de Amsterdamsestraatweg, tussen de Eultlaan en de Koningslaan, ligt het Slingerbos dat ook wel het Doolhof werd genoemd. Bij de aanleg omstreeks 1750 was het eikenhakhoutbos met opgaande hagen langs de paden en voor een deel berceau. Het kreeg de naam 'Bos van Diana', naar het geplaatste beeld. Aan het eind van de Slingerlaan werd later in de achttiende eeuw een open ruimte toegevoegd die het 'Theater' werd genoemd. Op deze open plek staan enkele vrijstaande bomen.

### Ganzenvoet
Nadat de Eult in 1758 en hoeve Netelenburg aan Domein Soestdijk was toegevoegd werd vanaf de Eultweg een nieuw pad aangelegd naar het Slingerbos. Dit bijna verdwenen pad vormde met de Eultlaan en de berceau een kleine patte d'oie (ganzenvoet). Ook de hoofdlanen Wittelaan, Torenlaan en Schrikslaan vormen een zogenaamde 'ganzenvoet'. De Torenlaan is als zichtlijn gericht op de toren van de Baarnse Pauluskerk, de Wittelaan was een zichtlijn op de kerktoren van Eemnes-Binnen en de Schrikslaan is georiënteerd op de kerktoren van de Sint-Joriskerk in Amersfoort.:121 Door het aanbrengen van vier langwerpige betonelementen wordt de padenstructuur van de ganzenvoet richting de Praamgracht bij de Naald benadrukt.

### Folly's
In het park verspreid stonden meerdere folly's in de vorm van beelden en ornamenten, die echter allemaal zijn verdwenen. De locaties van de Grotberg en het Speelhuis zijn nog wel herkenbaar. De Keizerslaan is genoemd naar de vierentwintig marmeren keizersbeelden die tot 1776 langs dit pad stonden.
Eind 2022 kregen de negentien lanen van het bos hun naambordje terug. De bordjes werden gemaakt naar het voorbeeld van een bordje in het bos van Paleis Soestdijk en een oude foto uit ongeveer 1930.

## Afbeeldingen

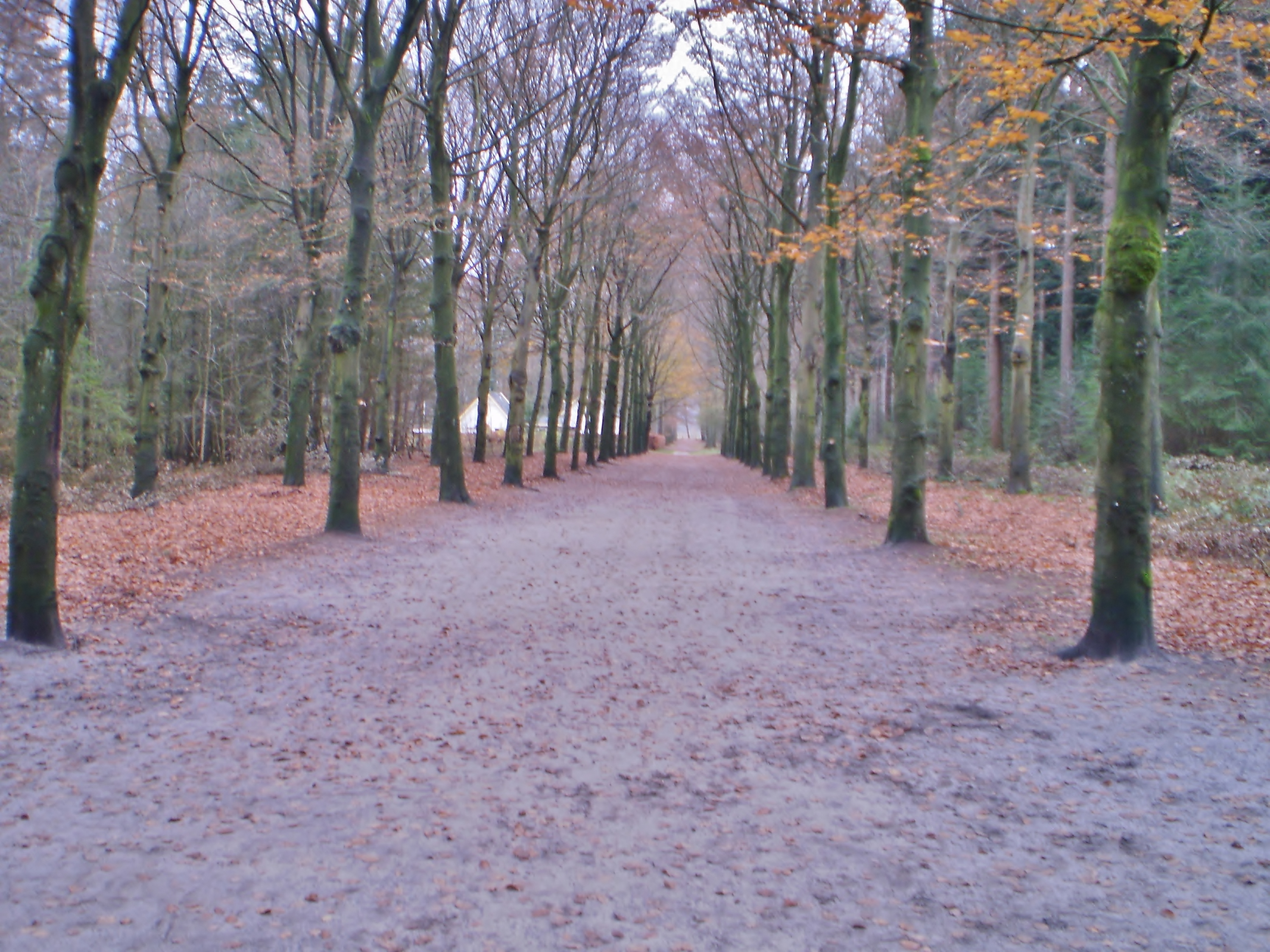
Wittelaan, richting Praamgracht
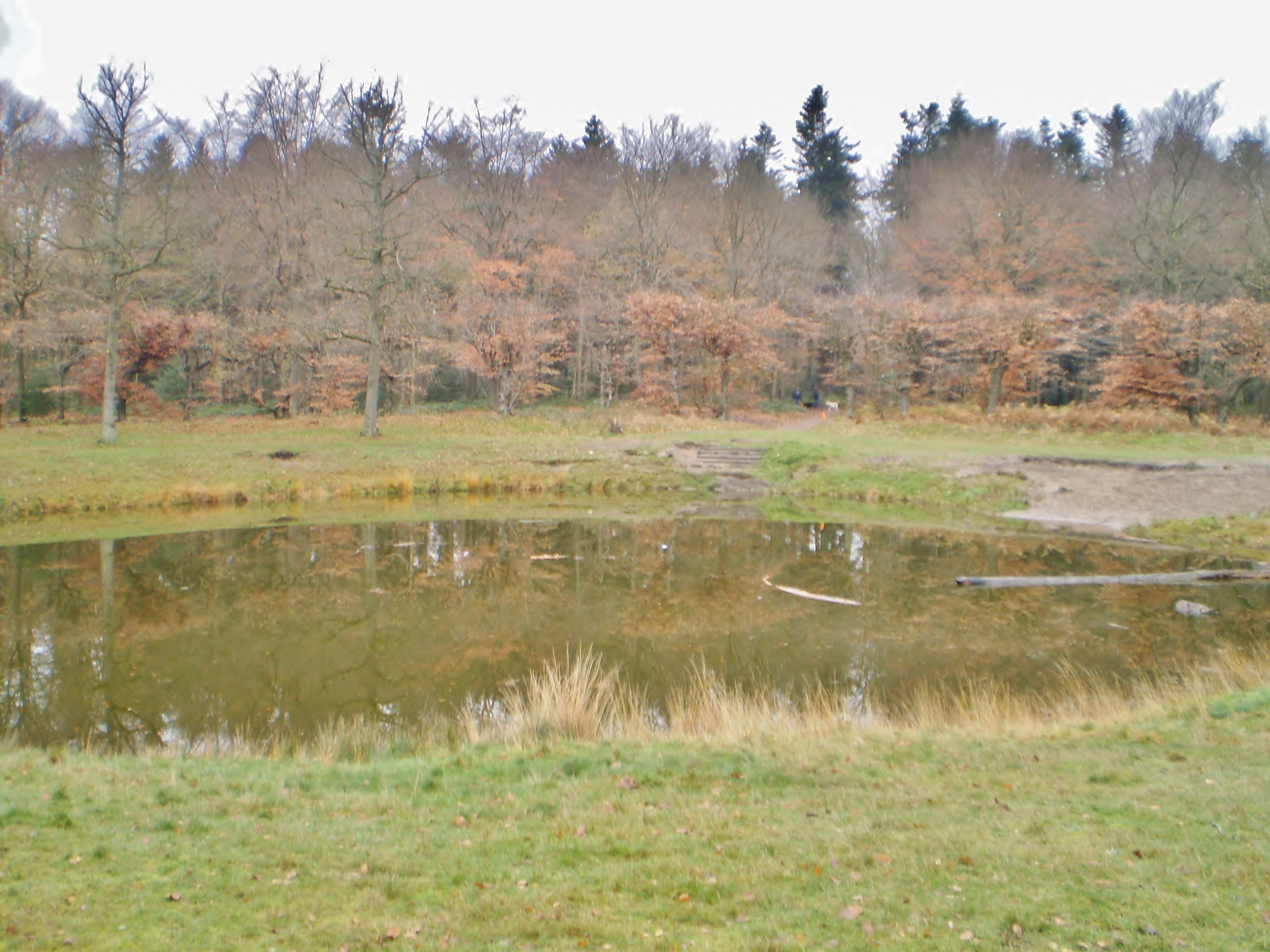
Kleine Kom in 2013
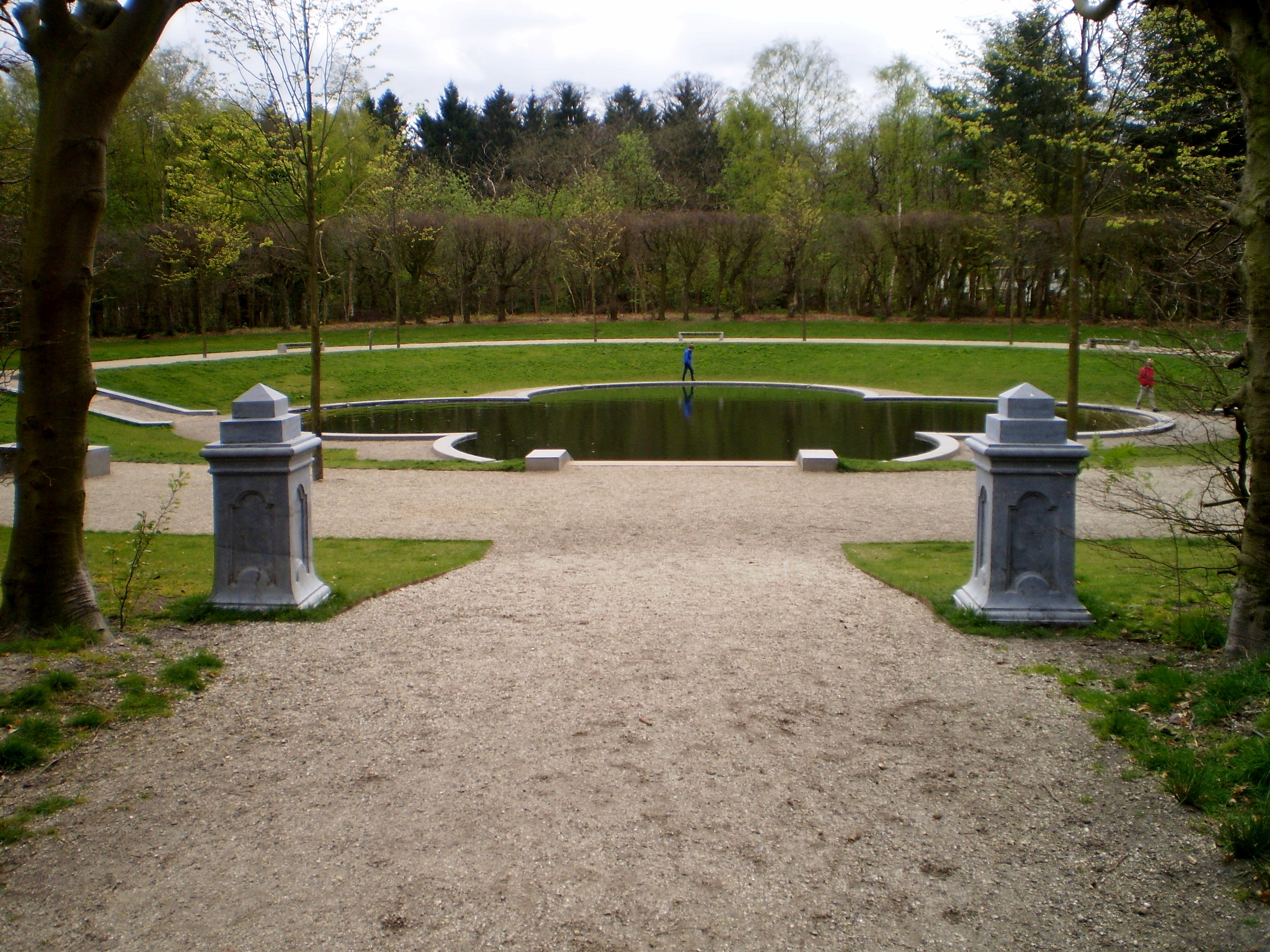
Kleine Kom in 2017
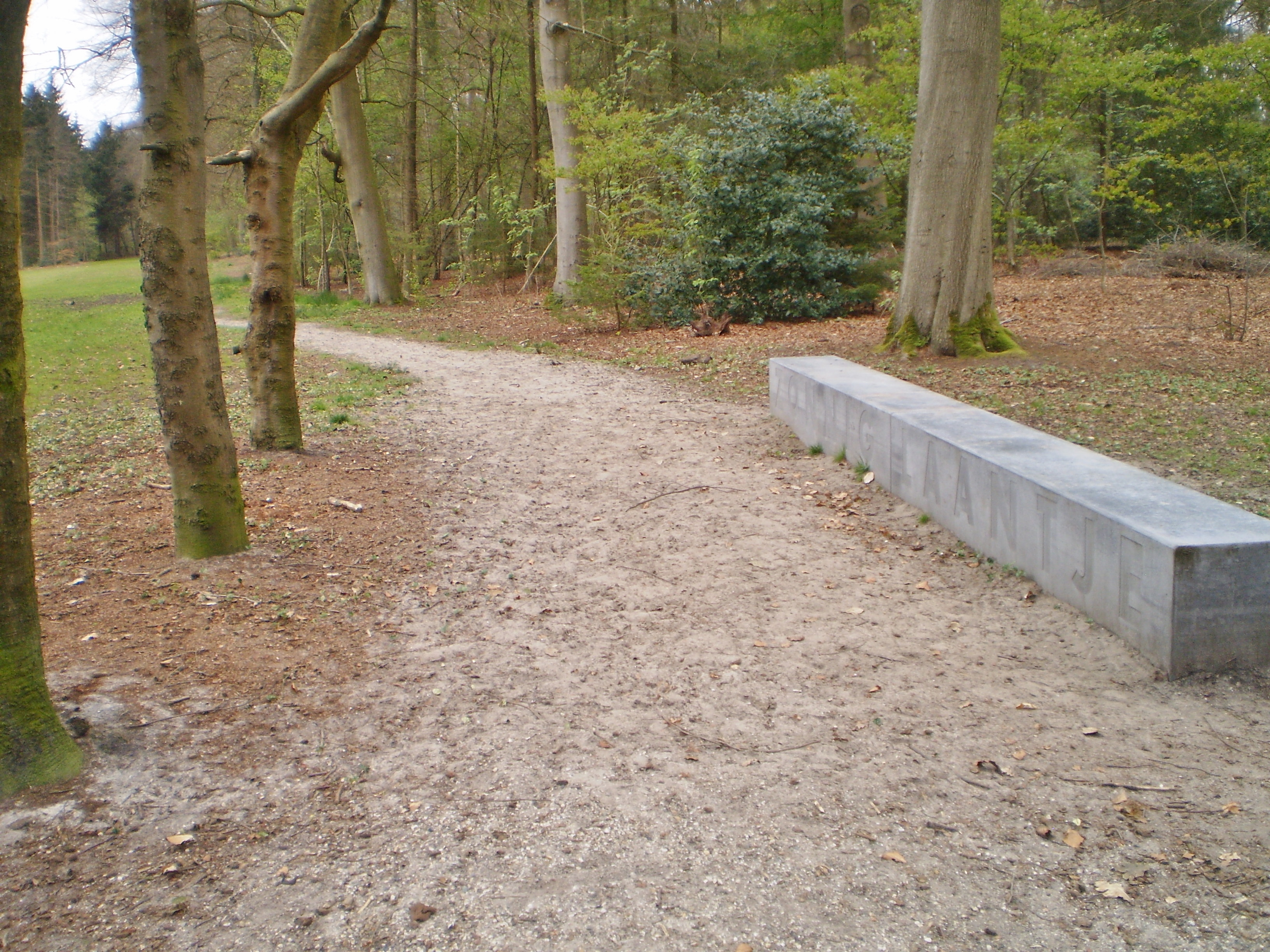
Het Zonnig laantje
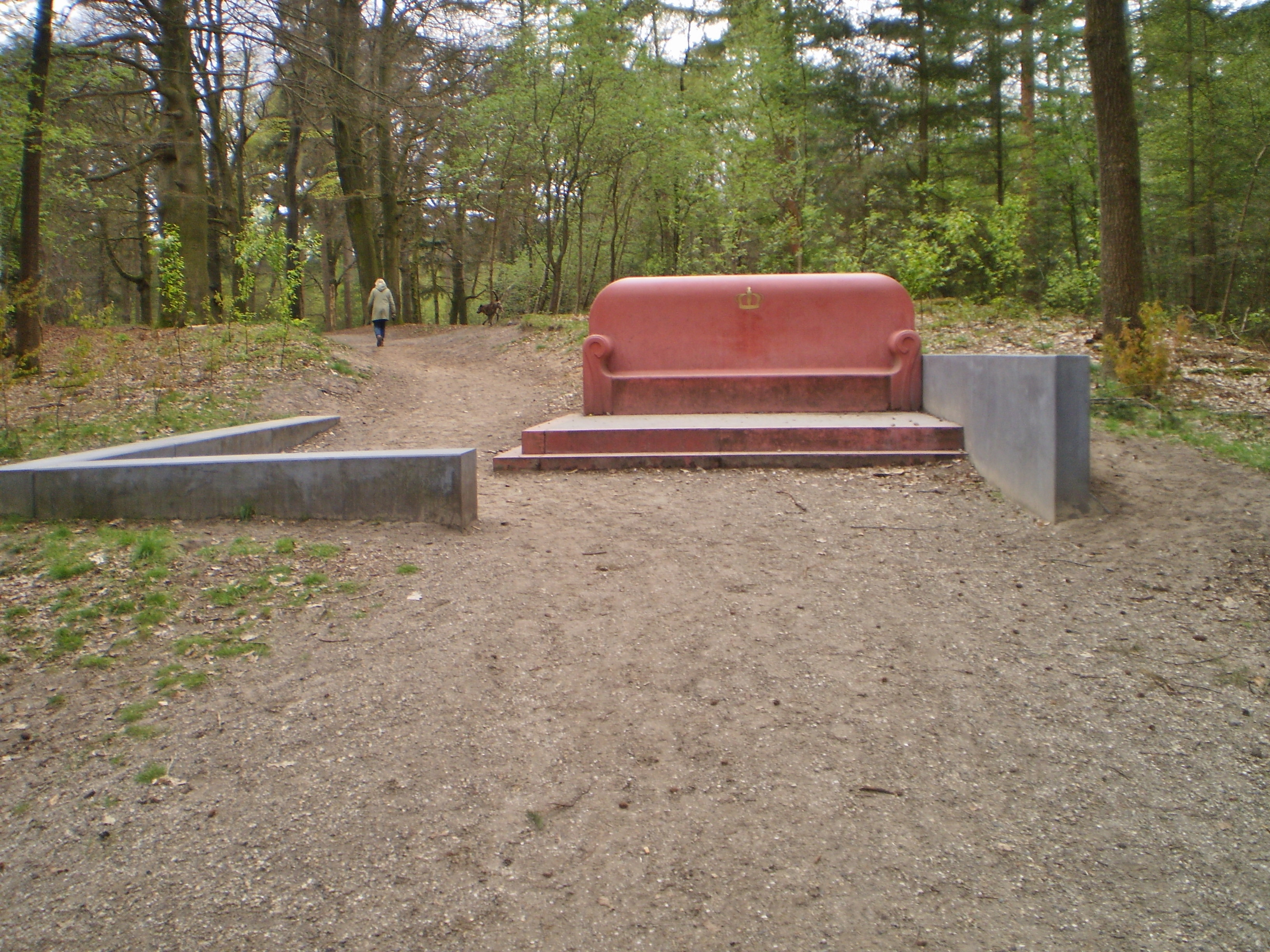
De Troon
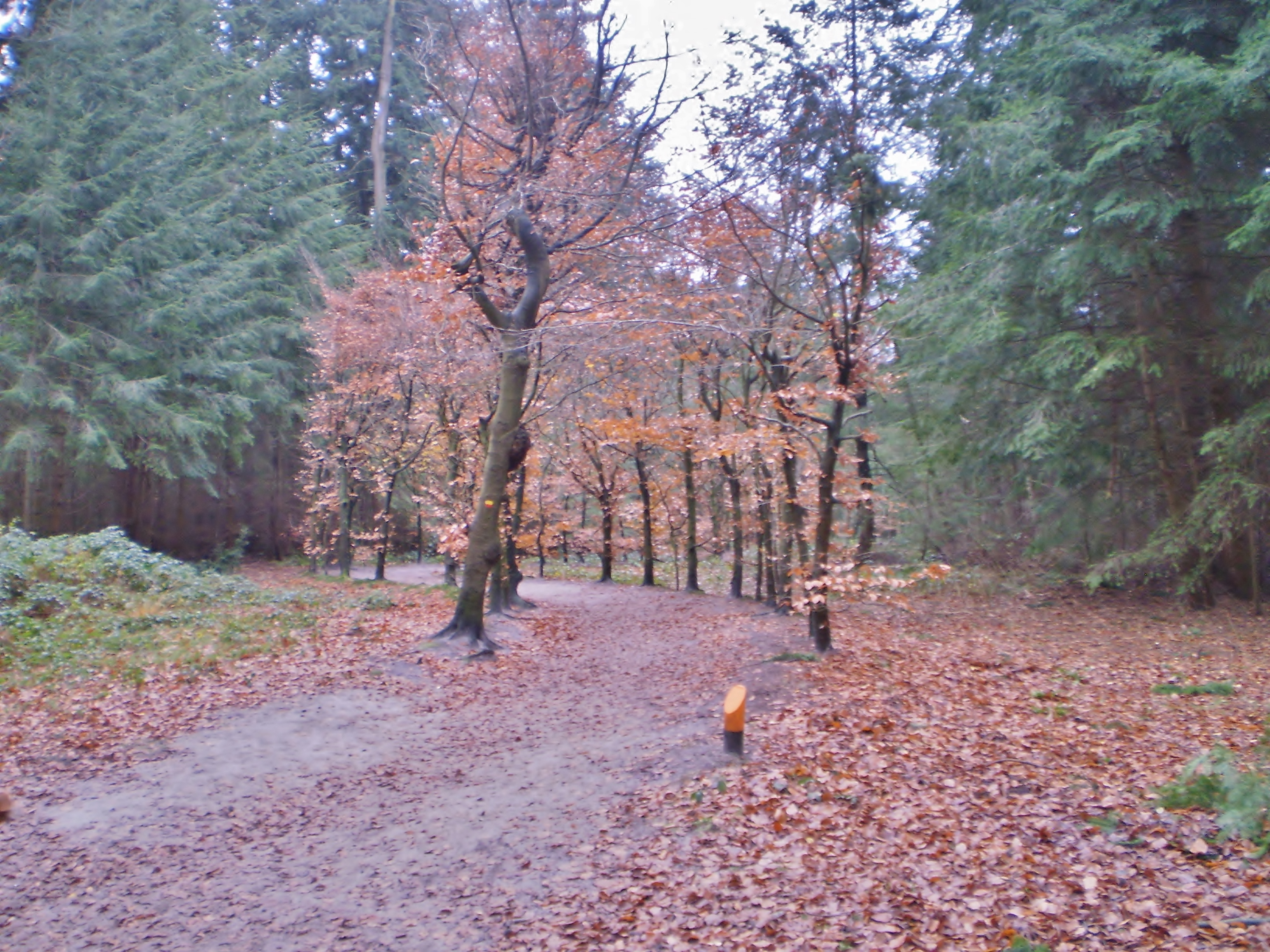
Berceaux
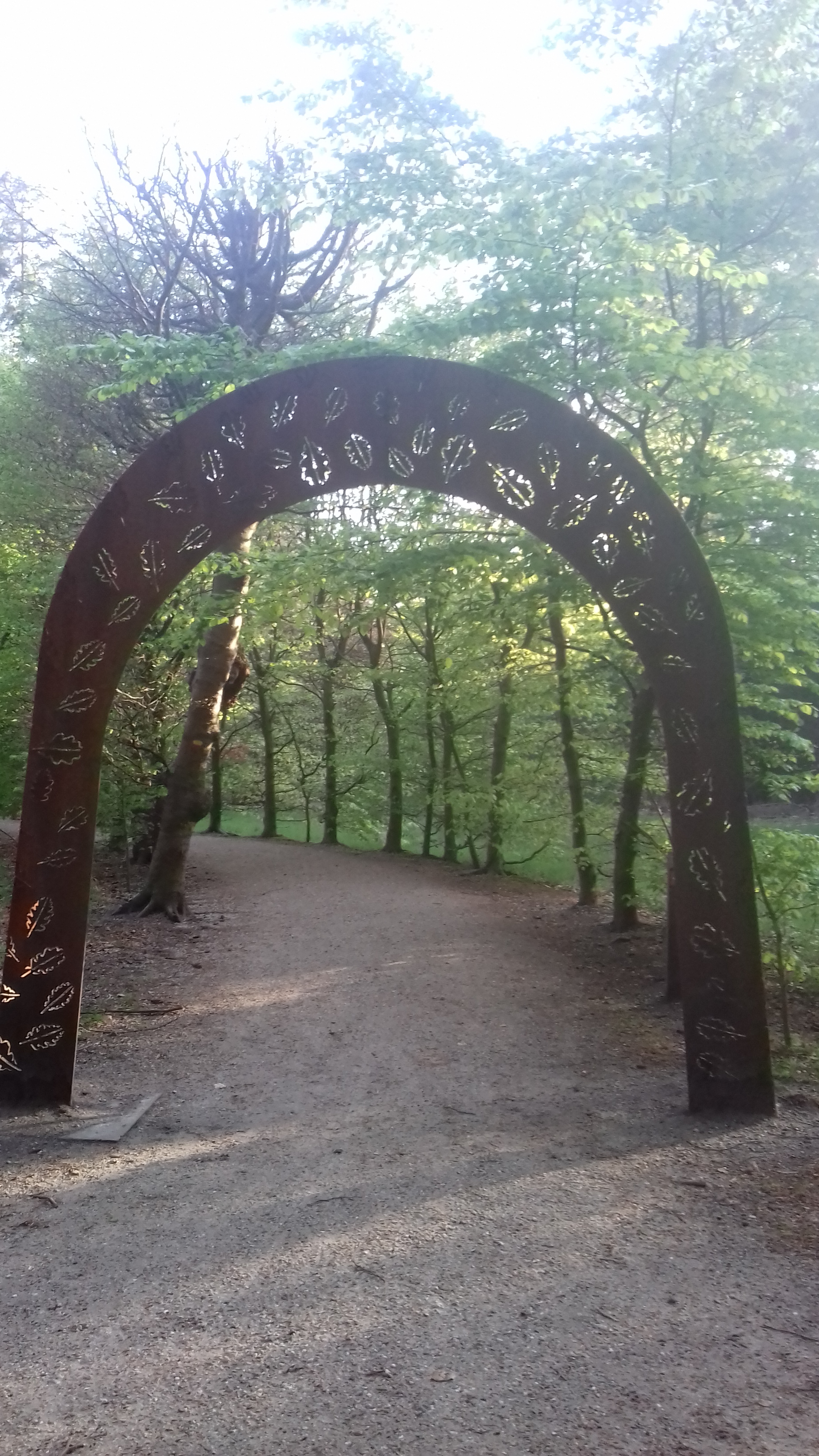
ingang berceau met stalen boog
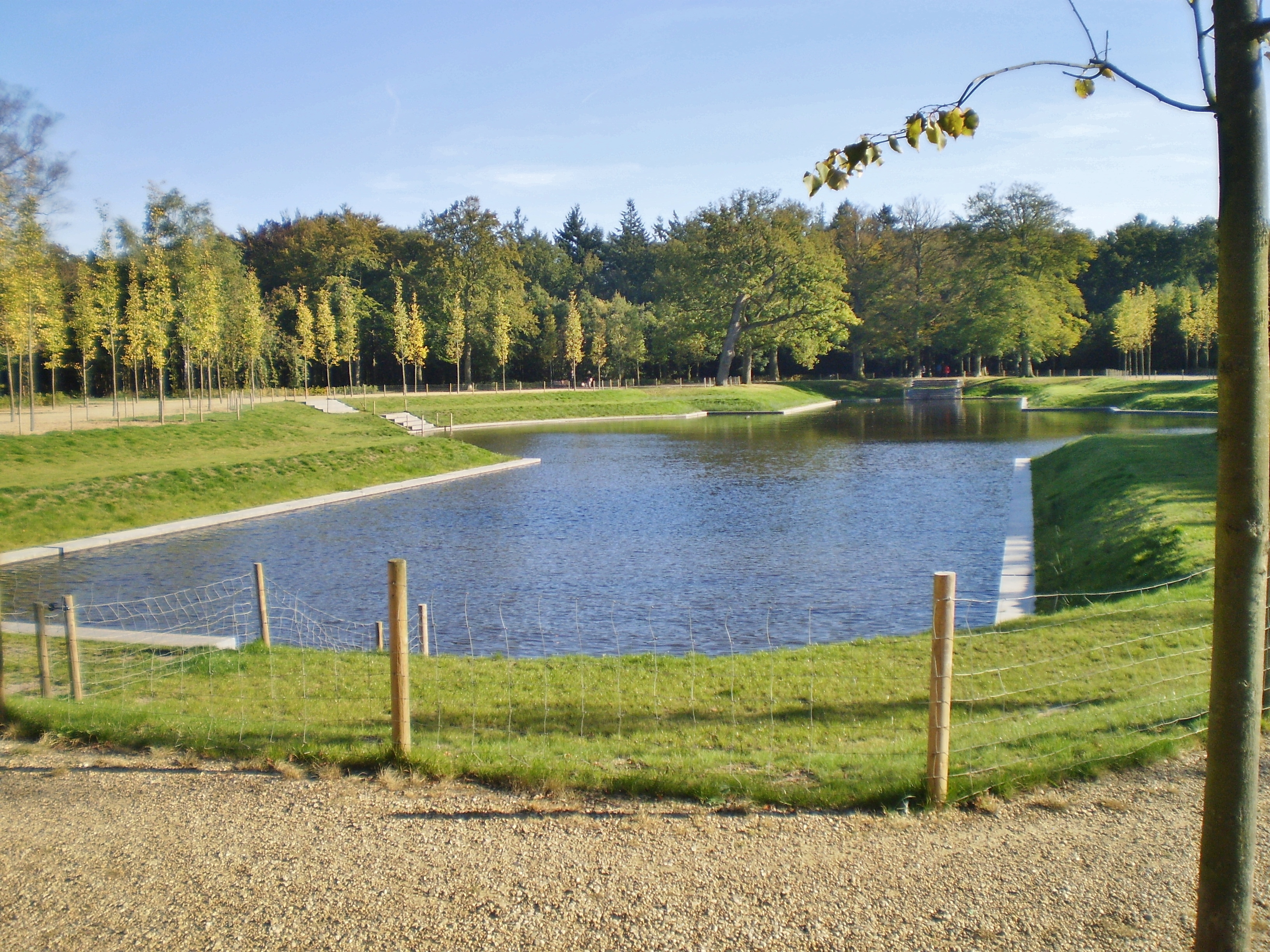
Grote Kom in 2013
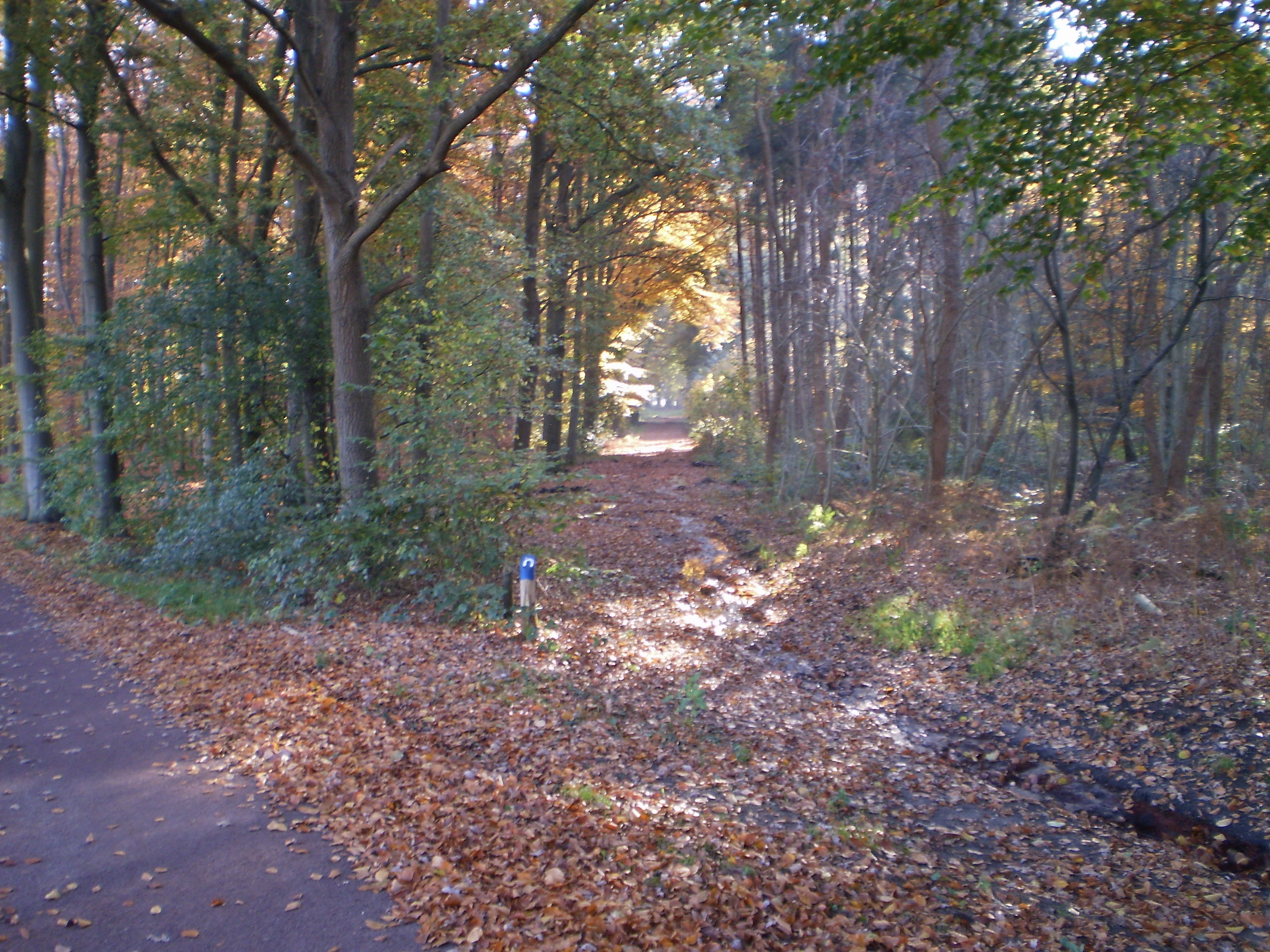
Torenlaan richting Ganzenvoet
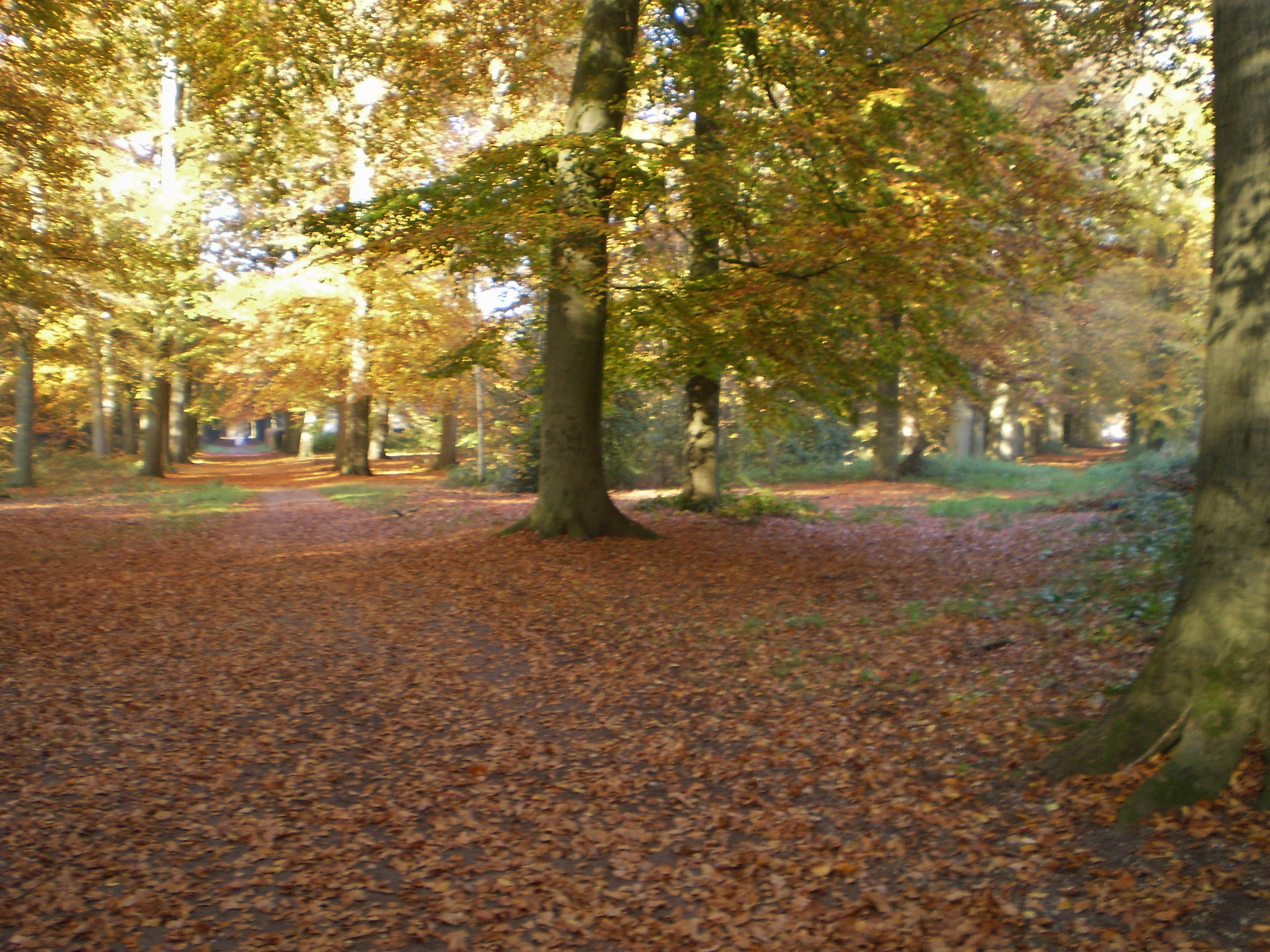
Wittelaan vanaf de Ganzenvoet

## Beelden
In het midden van de 18e eeuw stond het park vol met beelden, waaronder 24 marmeren roomse keizers. Eind december 2013 werden in opdracht van Staatsbosbeheer vier grote sculpturen bij de Grote Kom geplaatst door Gert Eussen uit Zuidveen. Deze gezaagde sculpturen beelden vier periodes uit van het bos: de 17e, 18e, 19- en 20e eeuw.
Eussen legt met de beelden relaties tussen de mens en het bos:
- Het Baarnse Bos, sinds 1700 aangelegd door de mens, is een mooi voorbeeld – document – van landschapsarchitectuur. Een 'kunstvorm waarbij mens en natuur samen gaan om een resultaat te bereiken'. (Zie kaart van Perk uit het jaar 1733).
- Net zoals in landschapsarchitectuur vindt men in vele vormen van kunst de inspiratie terug in de natuurlijke vormen/ kleuren en soms ook materialen. Een zeer duidelijke voorbeeld van de weerspiegeling van natuurlijke inspiratie is in kleding terug te vinden.
- de elementen die het Baarnse bos verbindt (geschiedenis, landschap architectuur) worden verbonden door de aanwezigheid van de mens.

Een belangrijk onderdeel, en als weerspiegeling van de 'stijlen' van Kunst is de gedachte ontstaan door de mens, met haar specifieke tijdsgebonden uitdraging van natuurlijke inspiratie, (met name herkenbaar in de kledingstijl maar ook weer verbonden en terug te vinden in de landschappelijke stijlen), terug te plaatsen. Om deze reden hebben de beelden ook geen gezicht en ze zijn grof gezaagd met de kettingzaag, als zijnde schimmen uit een verleden. De donkere verkleuring op de '1700' is het gevolg van het chemische proces van looizuurvorming in eikenhout dat ijzer bevat, bijvoorbeeld van spijkers of granaatscherven. De vierde sokkel zonder beeld is uit de periode '2000'. Bezoekers kunnen als vertegenwoordiger van de mensheid van deze tijd zelf op deze sokkel plaatsnemen om deel te worden van de opstelling. Als materiaal voor de 'landmarks' is gekozen voor eiken (de "1700" en "1800") en douglas (de "1900") omdat die soorten in die jaren voor het eerst door Staatsbosbeheer in Nederland werden geplant. De onbehandelde beelden, die met de jaren steeds grijzer kleuren, moeten zo'n twintig jaar mee kunnen.

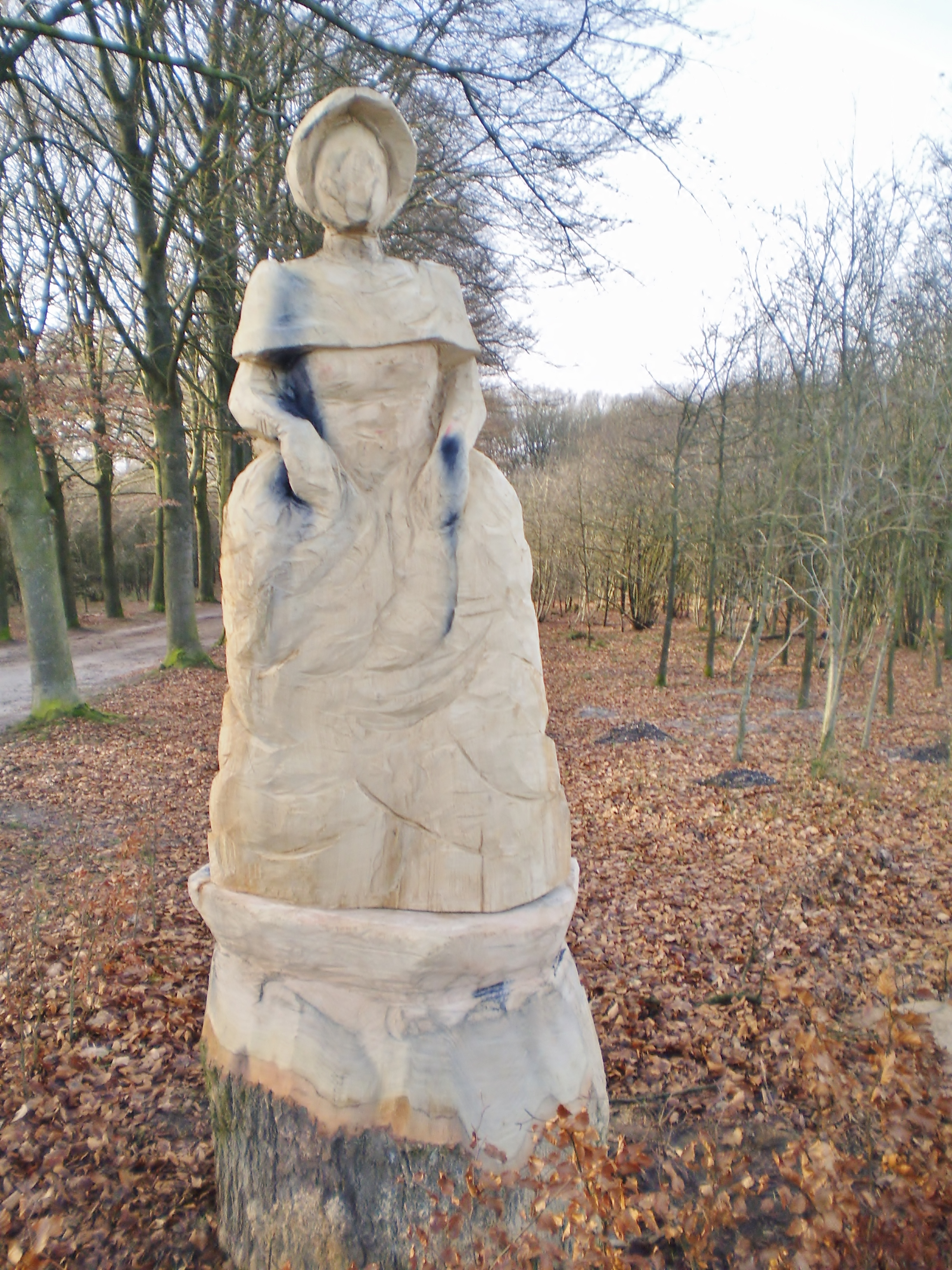
"1700"
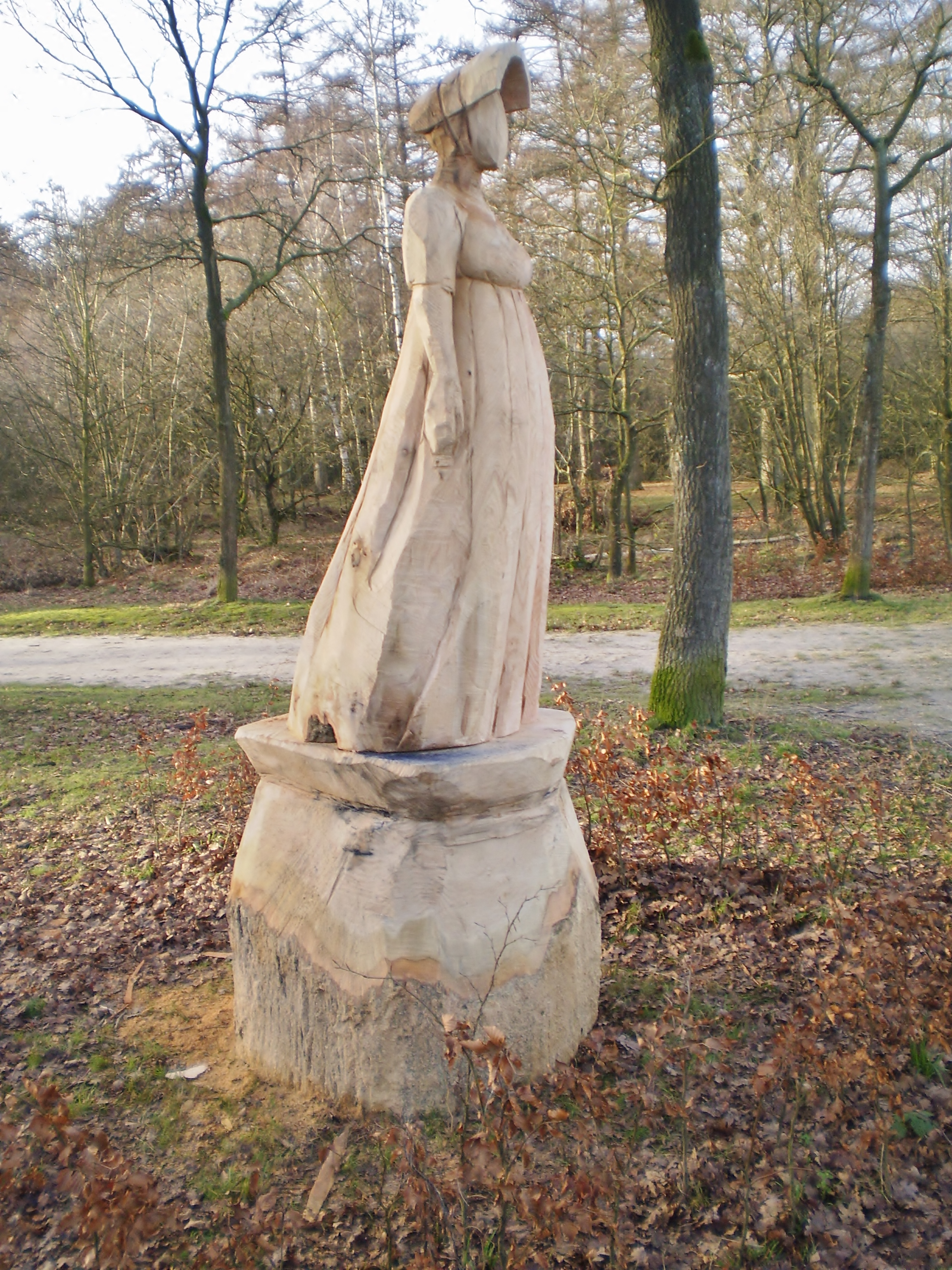
"1800"
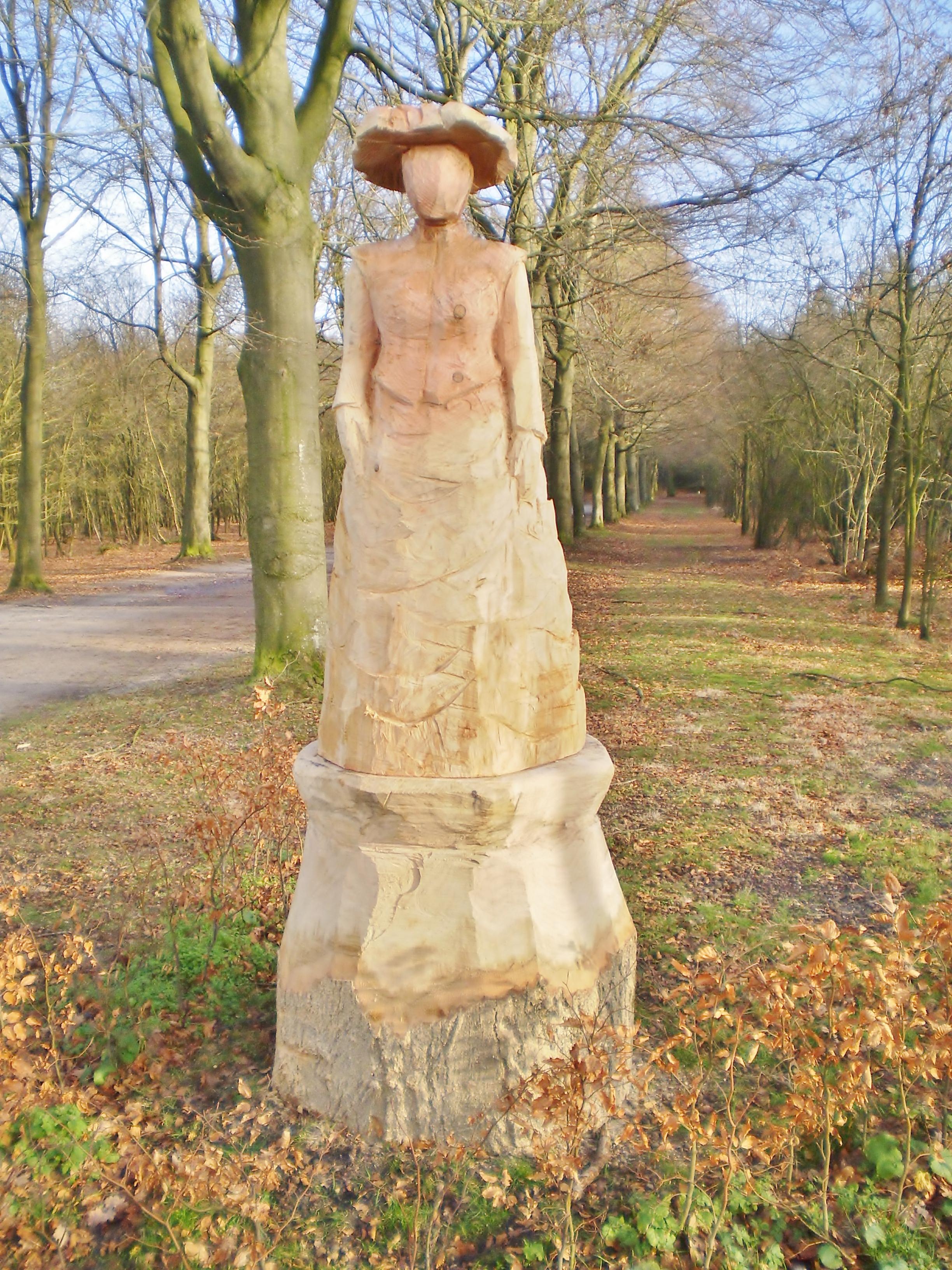
"1900"
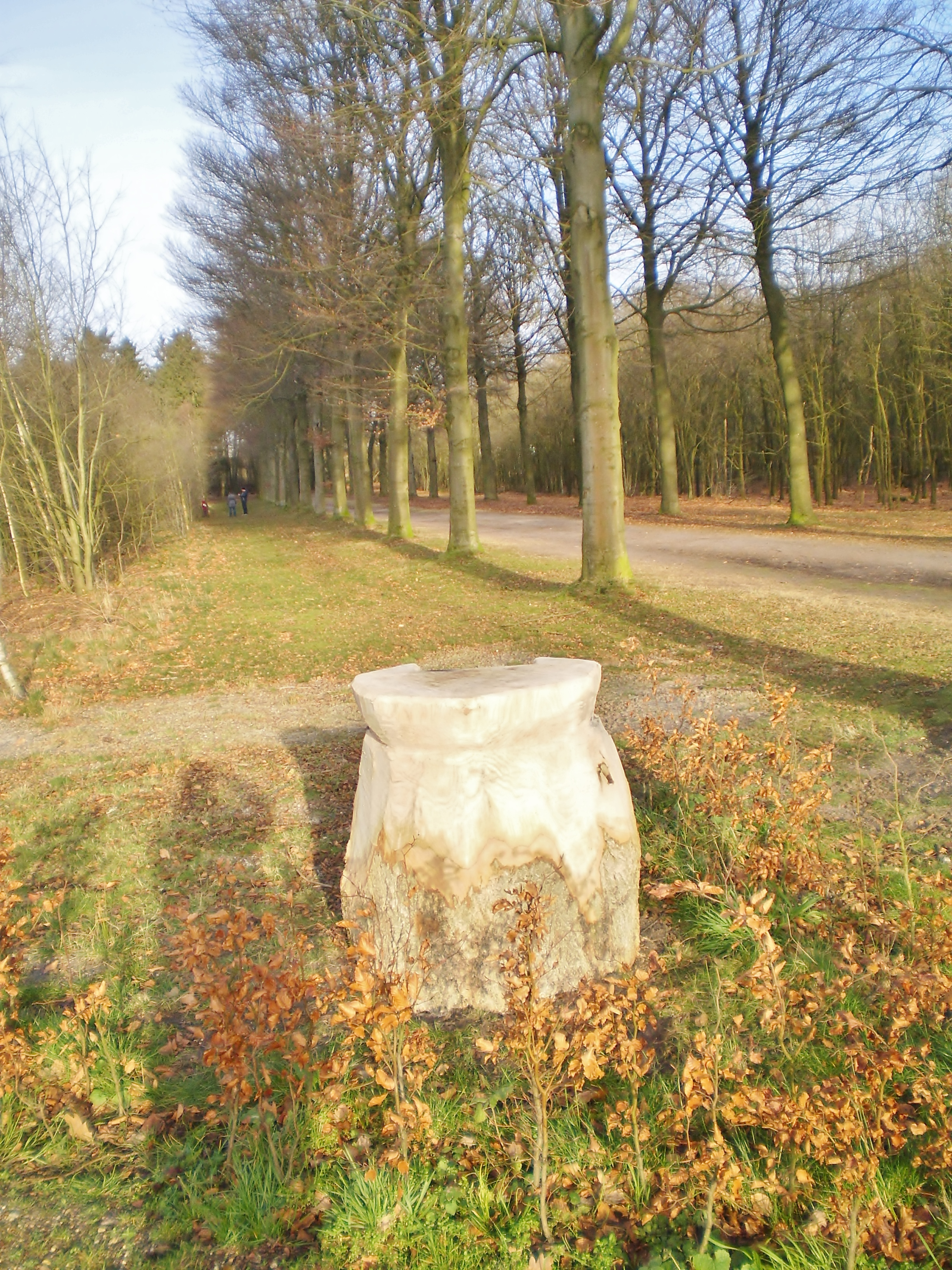
"2000"